# Waltheof von Bamburgh
Waltheof († nach 1006) war high-reeve oder Ealdorman von Bamburgh. Er kann Sohn oder Enkel von Osulf I. von Bamburgh gewesen sein und war Vater von Uhtred, Ealdorman von Northumbria. 
Sein Name ist skandinavischen Ursprungs und impliziert, dass er Wikinger-Vorfahren hatte. Er ist der erste bekannte Träger dieses Namens in England, und der Name „Waltheof“ wurde in seiner Familie weitergegeben, z. B. als Graf Siward seine Urenkelin heiratete und seinen Sohn Waltheof nannte. Einer von dessen Nachkommen ist Waltheof von Melrose. Ein anderer Zweig der Familie vergab ebenfalls den Namen Waltheof, darunter an: Waltheof von Allerdale, der Sohn von Gospatric, Earl of Northumbria war; Waltheof von Inverkeithing und Dalmeny war ein Enkel von Waltheof von Allerdale. Ein anderer Nachkomme von Gospatric, Earl of Northumbria  war Waltheof, Earl of Dunbar.
Im Jahr 1006 fiel Malcolm II. von Schottland in Northumbria ein und belagerte die neu gegründete bischöfliche Stadt Durham. Da zu dieser Zeit die Dänen Südengland verwüsteten, war König Æthelred nicht in der Lage, den Northumbrien Hilfe zu schicken. Ealdorman Waltheof war zu alt, um zu kämpfen und blieb in Bamburgh Castle. Ealdorman Ælfhelm von York unternahm ebenfalls nichts. Waltheofs Sohn Uhtred rief für seinen Vater eine Armee aus Bernicia und Yorkshire zusammen und führte sie gegen die Schotten. Das Ergebnis war ein entscheidender Sieg für Uhtred. Einheimische Frauen wuschen die abgetrennten Köpfe der besiegten Schotten und erhielten dafür jeweils eine Kuh. Die Köpfe wurden auf Pfähle an Durhams Mauern befestigt. Uhtred wurde von König Æthelred als Ealdorman von Bamburgh eingesetzt, obwohl sein Vater noch am Leben war.